# Eugenia erythrophylla
Eugenia erythrophylla är en myrtenväxtart som beskrevs av Strey. Eugenia erythrophylla ingår i släktet Eugenia och familjen myrtenväxter. IUCN kategoriserar arten globalt som nära hotad. Inga underarter finns listade i Catalogue of Life.